# Marcas da Vida
Marcas da Vida é um programa de televisão brasileiro, com formato de docudrama produzido pela FremantleMedia e exibido originalmente pela Rede Record de 21 de novembro de 2011 à 13 de dezembro de 2011, no horário vespertino.
Adaptado por Ecila Pedroso, era apresentado pela atriz Maga Bianchi, que interpreta a jornalista Helena Lemos, onde mostrava casos que misturam ficção com fatos reais, sendo interpretados por atores, e que ao longo da história, especialistas de verdade dariam seu parecer sobre o caso.
Está sendo exibido como quadro no Programa da Tarde desde 10 de setembro de 2012.